# Butare (Rusizi)
Butare è un settore (imirenge) del Ruanda, parte della Provincia Occidentale e del distretto di Rusizi.